# Сарыилиев, Иван
Иван Сарыилиев (1887—1969) — болгарский философ и историк философии XX века.

## Биография
Родился в Софии. В 1905 году окончил классическое отделение первой мужской гимназии в Софии. Изучал философию в Сорбонне. В 1906—1908 годах слушал лекции Анри Бергсона в Коллеж де Франс. После завершения образования в Сорбонне еще год учился в Оксфорде.
По окончании обучения несколько лет преподавал логику и этику в гимназии в Софии. Работал как атташе по печати в Германии и Швейцарии, одновременно продолжая философское образование в университетах Берлина и Берна. В 1919 году стал преподавателем Софийского университета. В 1920 году стал доцентом. В двадцатые годы Сарыилиев читал в университете лекционные курсы, посвящённые истории древнегреческой философии, истории философии средних веков, истории современной философии, философии Р. Декарта, Дж. Беркли, О. Конта, А. Бергсона. С 1924 по 1950 гг. был профессором на кафедре истории философии в Софийском университете. Один год стажировался в Англии (в Оксфорде, Кембридже и Лондоне). В 1930—1931, 1940—1941, 1945 годах — декан историко-филологического факультета университета.
С 1931 года был в США, где посещал Гарвардский, Колумбийский, Йельский, Принстонский и др. университеты, собирая материал для книги по прагматизму. В июне 1946 года был избран ректором Софийского университета, но в августе этого же года был вынужден подать в отставку. В 1950 году был вынужден подать в отставку и как профессор. Умер 23 мая 1969 года в Софии.
И. Сарыилиев — автор множества книг и публикаций. Под влиянием Беркли, Бергсона и Джемса Сарыилиев отстаивал иррационализм, спиритуализм и индетерминизм. Придерживался концепции Бергсона о духовной сущности материи. Взгляды Сарыилиева подверглись критике С. Гановским. Архив философа, содержащий рукописи лекционных курсов, статей, книг, переписку с коллегами из Франции, Англии, США, Польши и Болгарии и т. п., находится в библиотеке Нового болгарского университета и частично выставлен в одном из конференц-залов университета.

## Сочинения
- Современная наука и религия. София, 1931. — 27 с.
- Прагматизм. София, 1938.
- Сократ. София, 1947. — 267 с.
- Иван Саръилиев. Прагматизъм. Принос към историята на съвременната философия. Второ издание. София, 2002.
- Иван Саръилиев. Усилието да узнаваш. Редакторы Цвете Лазова, Надежда Александрова, Ясен Захариев. София. Нов български университет, 2004. — 188 с. ISBN 9545353287, 9789545353284